# Borah Bergman
Borah Bergman (13. prosince 1933 New York – 18. října 2012 tamtéž) byl americký jazzový klavírista. Narodil se v Brooklynu ruským rodičům. S klavírem začínal již v dětství, později přešel ke klarinetu, ale brzy poté se opět vrátil ke klavíru. Veřejně začal ve velké míře vystupovat až v sedmdesátých letech, do té doby se věnovat práci učitele a hudbu dělal jen občasně. Své první album nazvané Discovery vydal v roce 1975 a následovala řada dalších. Během své kariéry spolupracoval s mnoha hudebníky, mezi které patří například Roscoe Mitchell, Bobby Bradford, John Zorn, Anthony Braxton, Peter Brötzmann, Evan Parker, Andrew Cyrille, Kenny Wollesen nebo Lol Coxhill.